# Ankita Raina
Ankita Ravinderkrishan Raina (Ahmedabad, 11 gennaio 1993) è una tennista indiana.

## Carriera
Vincitrice di 11 titoli in singolare e 30 titoli in doppio nel circuito ITF, il 20 aprile 2015 ha raggiunto la sua migliore posizione nel singolare WTA piazzandosi 222º. Il 29 dicembre 2014 ha raggiunto il miglior piazzamento mondiale nel doppio alla posizione n°262.
Giocando per l'India in Fed Cup, Ankita ha un bilancio pari a 3 vittorie e 4 sconfitte.

## Statistiche WTA

### Doppio

#### Vittorie (1)
| Legenda              |
| -------------------- |
| Grande Slam (0)      |
| Ori Olimpici (0)     |
| WTA Finals (0)       |
| WTA Elite Trophy (0) |
| Dal 2021             |
| WTA 1000 (0)         |
| WTA 500 (0)          |
| WTA 250 (1)          |

| N. | Data             | Torneo                           | Superficie | Compagna          | Avversarie in finale              | Punteggio        |
| 1. | 19 febbraio 2021 | Phillip Island Trophy, Melbourne | Cemento    | Kamilla Rachimova | Anna Blinkova Anastasija Potapova | 2-6, 6-4, [10-7] |

## Circuito WTA 125

### Doppio

#### Vittorie (1)
| N. | Data             | Torneo                         | Superficie    | Compagna      | Avversarie in finale             | Punteggio               |
| 1. | 18 novembre 2018 | OEC Taipei Ladies Open, Taipei | Sintetico (i) | Karman Thandi | Ol'ga Dorošina Natela Dzalamidze | 6-3, 5-7, [12-12], rit. |

## Statistiche ITF

### Singolare

#### Vittorie (11)
| Torneo 100000 $ (0) |
| Torneo 80000 $ (0)  |
| Torneo 75000 $ (0)  |
| Torneo 60000 $ (0)  |
| Torneo 50000 $ (0)  |
| Torneo 40000 $ (0)  |
| Torneo 25000 $ (7)  |
| Torneo 15000 $ (0)  |
| Torneo 10000 $ (4)  |

| N.  | Data             | Torneo                                      | Superficie  | Avversaria     | Punteggio |
| 1.  | 24 giugno 2012   | ITF Women's Circuit New Delhi, Nuova Delhi  | Cemento     | Prerna Bhambri | 6-4, 6-2  |
| 2.  | 21 aprile 2013   | Chennai ITF Women's, Chennai                | Terra rossa | Natasha Palha  | 6-3, 6-1  |
| 3.  | 30 giugno 2013   | ITF Women's Circuit New Delhi, Nuova Delhi  | Cemento     | Eetee Maheta   | 6-3, 6-2  |
| 4.  | 21 luglio 2013   | ITF Women's Circuit New Delhi, Nuova Delhi  | Cemento     | Kanika Vaidya  | 6-4, 6-4  |
| 5.  | 27 dicembre 2014 | LIC ITF Women's Tennis Championships, Pune  | Cemento     | Katy Dunne     | 6-2, 6-2  |
| 6.  | 17 marzo 2018    | ITF Women's Circuit Gwalior, Gwalior        | Cemento     | Amandine Hesse | 6-2, 7-5  |
| 7.  | 14 luglio 2018   | ITF Pro Circuit Nonthaburi, Nonthaburi      | Cemento     | Risa Ozaki     | 6-2, 6-3  |
| 8.  | 20 gennaio 2019  | ITF Women's Circuit Singapore, Singapore    | Cemento     | Arantxa Rus    | 6-3, 6-2  |
| 9.  | 8 dicembre 2019  | Precision Solapur Open Women's ITF, Solapur | Cemento     | Naiktha Bains  | 6-3, 6-3  |
| 10. | 2 febbraio 2020  | ITF Pro Circuit Nonthaburi, Nonthaburi      | Cemento     | Chloé Paquet   | 6-3, 7-5  |
| 11. | 23 febbraio 2020 | Jodhpur Open, Jodhpur                       | Cemento     | Berfu Cengiz   | 7-5, 6-1  |

#### Sconfitte (13)
| Torneo 100000 $ (0) |
| Torneo 80000 $ (0)  |
| Torneo 75000 $ (0)  |
| Torneo 60000 $ (2)  |
| Torneo 50000 $ (0)  |
| Torneo 40000 $ (1)  |
| Torneo 25000 $ (5)  |
| Torneo 15000 $ (0)  |
| Torneo 10000 $ (5)  |

| N.  | Data           | Torneo                                                         | Superficie  | Avversaria           | Punteggio           |
| 1.  | 15 aprile 2012 | UAE Women's Fujairah Tennis & Country Club, Emirato di Fujaira | Cemento     | Fatma Al-Nabhani     | 3–6, 2–6            |
| 2.  | 6 luglio 2012  | ITF Women's Circuit New Delhi, Nuova Delhi                     | Cemento     | Miyabi Inoue         | 2-6, 2-6            |
| 3.  | 16 marzo 2013  | Sree Nidhi ITF Women's Tennis Tournament, Hyderabad            | Cemento     | Bárbara Luz          | 6–4, 6(5)–7, 6(3)–7 |
| 4.  | 23 marzo 2013  | Jubilee Hills International Center Open, Hyderabad             | Cemento     | Bárbara Luz          | 6–2, 3–6, 1–6       |
| 5.  | 28 aprile 2013 | ITF Women's Tennis Tournament Lucknow, Lucknow                 | Erba        | Emi Mutaguchi        | 6–3, 6(2)–7, 1–6    |
| 6.  | 8 giugno 2013  | Karshi Womens, Qarshi                                          | Cemento     | Sabina Sharipova     | 3-6, 3-6            |
| 7.  | 31 maggio 2014 | Bankaltim Women's Circuit, Balikpapan                          | Terra rossa | Zhu Lin              | 5-7, 6-2, 3-6       |
| 8.  | 11 aprile 2015 | Ahmedabad Classic, Ahmedabad                                   | Cemento     | Anastasija Sevastova | 4-6, 6(5)-7         |
| 9.  | 28 maggio 2017 | Jin'an Open, Lu'an                                             | Cemento     | Zhu Lin              | 3-6, 6-3, 4-6       |
| 10. | 14 aprile 2019 | Lale Cup, Istanbul                                             | Cemento     | Vitalija D'jačenko   | 4-6, 0-6            |
| 11. | 20 agosto 2022 | Aegon Pro Series Aldershot, Aldershot                          | Cemento     | Joanna Garland       | 2-6, 4-6            |
| 12. | 12 marzo 2023  | KSLTA ITF World Tennis Tour, Bangalore                         | Cemento     | Brenda Fruhvirtová   | 6-0, 4-6, 0-6       |
| 13. | 2 aprile 2023  | Pelti International Tennis Championship, Jakarta               | Cemento     | Bai Zhuoxuan         | 6-3, 0-6, 2-6       |

### Doppio

#### Vittorie (30)
| Torneo 100000 $ (1) |
| Torneo 80000 $ (0)  |
| Torneo 75000 $ (0)  |
| Torneo 60000 $ (4)  |
| Torneo 50000 $ (1)  |
| Torneo 40000 $ (5)  |
| Torneo 25000 $ (13) |
| Torneo 15000 $ (1)  |
| Torneo 10000 $ (5)  |

| N.  | Data              | Torneo                                                            | Superficie  | Compagna               | Avversarie in finale                             | Punteggio           |
| 1.  | 14 maggio 2011    | ITF Women's Circuit New Delhi, Nuova Delhi                        | Cemento     | Aishwarya Agrawal      | Fatma Al-Nabhani Rushmi Chakravarthi             | 6-4, 6-2            |
| 2.  | 12 maggio 2012    | ITF Women's Circuit New Delhi, Nuova Delhi                        | Cemento     | Rushmi Chakravarthi    | Liu Yuxuan Zhao Qianqian                         | 6-1, 6-4            |
| 3.  | 26 maggio 2012    | ITF Women's Circuit New Delhi, Nuova Delhi                        | Cemento     | Rushmi Chakravarthi    | Sri Peddy Reddy Prarthana Thombare               | 6-3, 6-2            |
| 4.  | 22 giugno 2012    | ITF Women's Circuit New Delhi, Nuova Delhi                        | Cemento     | Aishwarya Agrawal      | Ester Masuri Naomi Totka                         | 6-1, 6-4            |
| 5.  | 11 gennaio 2014   | Aurangabad Open, Aurangabad                                       | Terra rossa | Prarthana Thombare     | Shweta Rana Rishika Sunkara                      | 6-3, 6-3            |
| 6.  | 15 novembre 2014  | CCI ITF Women's US Tennis Tournament, Mumbai                      | Cemento     | Lu Jiajing             | Nicha Lertpitaksinchai Peangtarn Plipuech        | 6-4, 1-6, [11-9]    |
| 7.  | 13 dicembre 2014  | Lucknow ITF Women's Tennis Tournament, Lucknow                    | Erba        | Emily Webley-Smith     | Rushmi Chakravarthi Nidhi Chilumula              | 6-2, 6-4            |
| 8.  | 18 settembre 2016 | Zhuhai Open, Zhuhai                                               | Cemento     | Emily Webley-Smith     | Guo Hanyu Jiang Xinyu                            | 6-4, 6-4            |
| 9.  | 22 aprile 2017    | Forte Village International Tournament, Pula                      | Terra rossa | Eva Wacanno            | Irene Burillo Escorihuela Yvonne Cavallé Reimers | 6-4, 6-4            |
| 10. | 13 maggio 2017    | Chang ITF Thailand Pro Circuit Hua Hin, Hua Hin                   | Cemento     | Emily Webley-Smith     | Nudnida Luangnam Zhang Yukun                     | 6-2, 6-0            |
| 11. | 13 agosto 2017    | Flanders Ladies Trophy Koksijde, Koksijde                         | Terra rossa | Bibiane Schoofs        | Marie Benoît Magali Kempen                       | 6-3, 3-6, [11-9]    |
| 12. | 26 agosto 2017    | Mençuna Cup, Artvin                                               | Cemento     | Gabriela Cé            | Elitsa Kostova Yana Sizikova                     | 6-2, 6-3            |
| 13. | 12 maggio 2018    | Jin'an Open, Lu'an                                                | Cemento     | Harriet Dart           | Liu Fangzhou Xun Fangying                        | 6-3, 6-3            |
| 14. | 1º dicembre 2018  | LIC ITF Women's Tennis Championships, Pune                        | Cemento     | Karman Thandi          | Aleksandrina Najdenova Tamara Zidanšek           | 6-2, 6(5)-7, [11-9] |
| 15. | 7 dicembre 2019   | Precision Solapur Open Women's ITF, Solapur                       | Cemento     | Ulrikke Eikeri         | Berfu Cengiz Despina Papamichail                 | 5-7, 6-4, [10-3]    |
| 16. | 1º febbraio 2020  | ITF Pro Circuit Nonthaburi, Nonthaburi                            | Cemento     | Bibiane Schoofs        | Supapitch Kuearum Mananchaya Sawangkaew          | 6-4, 6-2            |
| 17. | 8 febbraio 2020   | ITF Pro Circuit Nonthaburi, Nonthaburi                            | Cemento     | Bibiane Schoofs        | Miyabi Inoue Kang Jiaqi                          | 6-2, 3-6, [10-7]    |
| 18. | 12 dicembre 2020  | Al Habtoor Tennis Challenge, Dubai                                | Cemento     | Ekaterine Gorgodze     | Aliona Bolsova Kaja Juvan                        | 6–4, 3–6, [10–6]    |
| 19. | 12 marzo 2022     | Bendigo Pro Tour, Bendigo                                         | Cemento     | Rutuja Bhosale         | Alexandra Bozovic Weronika Falkowska             | 4-6, 6-3, [10-4]    |
| 20. | 2 aprile 2022     | ACT Clay Court International, Canberra                            | Terra rossa | Arina Rodionova        | Fernanda Contreras Alana Parnaby                 | 4-6, 6-2, [11-9]    |
| 21. | 2 luglio 2022     | The Tennis Project, Gurgaon                                       | Cemento     | Priska Madelyn Nugroho | Momoko Kobori Misaki Matsuda                     | 3-6, 6-0, [10-6]    |
| 22. | 16 luglio 2022    | Nur-Sultan International Tournament, Astana                       | Cemento     | Momoko Kobori          | Choi Ji-hee Han Na-lae                           | 6-2, 3-6, [10-8]    |
| 23. | 17 dicembre 2022  | Balaji Amines Solapur Open Women's ITF Tennis Tournament, Solapur | Cemento     | Prarthana Thombare     | Priska Madelyn Nugroho Ekaterina Jašina          | 6-1, 6-2            |
| 24. | 28 gennaio 2023   | NECC-Deccan ITF Women's Tournament, Pune                          | Cemento     | Prarthana Thombare     | Gozal' Aınıtdınova Jibek Kulambaeva              | 4-6, 7-5, [10-8]    |
| 25. | 5 maggio 2023     | Tbilisi Open, Tbilisi                                             | Cemento     | Ekaterine Gorgodze     | Anastasija Zacharova Anastasija Zolotarëva       | 4-6, 6-2, [10-6]    |
| 26. | 2 marzo 2024      | Federal Bank ITF, Gurgaon                                         | Cemento     | Jibek Kulambaeva       | Jacqueline Cabaj Awad Justina Mikulskytė         | 6-4, 6-2            |
| 27. | 6 aprile 2024     | Kashiwa Open, Kashiwa                                             | Cemento     | Tsao Chia-yi           | Madeleine Brooks Eudice Chong                    | 6-4, 6-4            |
| 28. | 18 gennaio 2025   | ITF Women's Tennis Tournament, Nuova Delhi                        | Cemento     | Naiktha Bains          | Jessie Aney Jessica Failla                       | 6-4, 3-6, [10-8]    |
| 29. | 22 marzo 2025     | Jin'an Open, Lu'an                                                | Cemento     | Priska Nugroho         | Krystina Dzmitruk Kira Pavlova                   | 6-0, 6-3            |
| 30. | 14 giugno 2025    | Guimarães Ladies Open, Guimarães                                  | Cemento     | Alice Robbe            | Hiromi Abe Kanako Morisaki                       | 1-6, 6-4, [10-8]    |

#### Sconfitte (26)
| Torneo 100000 $ (2) |
| Torneo 80000 $ (0)  |
| Torneo 75000 $ (0)  |
| Torneo 60000 $ (3)  |
| Torneo 50000 $ (0)  |
| Torneo 40000 $ (5)  |
| Torneo 25000 $ (12) |
| Torneo 15000 $ (0)  |
| Torneo 10000 $ (4)  |

| N.  | Data              | Torneo                                                 | Superficie  | Compagna               | Avversarie in finale                           | Punteggio           |
| 1.  | 28 gennaio 2011   | Jaidip Mikerjea Tennis Academy, Calcutta               | Terra rossa | Poojashree Venkatesha  | Nicole Clerico Dalila Jakupovič                | 3-6, 1-6            |
| 2.  | 9 aprile 2011     | ITF Women's Tennis Tournament Lucknow, Lucknow         | Erba        | Aishwarya Agrawal      | Anja Prislan Kyra Shroff                       | 3–6, 3–6            |
| 3.  | 19 aprile 2013    | Chennai ITF Women's, Chennai                           | Terra rossa | Rushmi Chakravarthi    | Natasha Palha Prarthana Thombare               | 6-3, 6-2            |
| 4.  | 21 luglio 2013    | ITF Women's Circuit New Delhi, Nuova Delhi             | Cemento     | Shweta Rana            | Sharmada Balu Sowjanya Bavisetti               | 6-1, 6-4            |
| 5.  | 23 maggio 2014    | Tianjin Health Industry Park, Tientsin                 | Cemento     | Fatma Al-Nabhani       | Liu Chang Ran Tian                             | 1–6, 5–7            |
| 6.  | 15 agosto 2015    | Westend Ladies Tennis Cup, Westende                    | Cemento     | Aljona Sotnikova       | Indy de Vroome Lesley Kerkhove                 | 6(4)-7, 4-6         |
| 7.  | 18 giugno 2016    | Fergana Challenger, Fergana                            | Cemento     | Prerna Bhambri         | Polina Monova Jana Sizikova                    | 6(0)-7, 2-6         |
| 8.  | 19 agosto 2017    | Leipzig Open, Lipsia                                   | Terra rossa | Tereza Mrdeža          | Valentina Ivachnenko Lidzija Marozava          | 2–6, 1–6            |
| 9.  | 14 luglio 2019    | Reinert Open, Versmold                                 | Terra rossa | Bibiane Schoofs        | Amina Anšba Anastasia Dețiuc                   | 6–0, 3–6, [8–10]    |
| 10. | 3 agosto 2019     | AEGON Pro Series Foxhills, Woking                      | Cemento     | Naiktha Bains          | Sarah Beth Grey Eden Silva                     | 2-6, 5-7            |
| 11. | 20 ottobre 2019   | Suzhou Ladies Open, Suzhou                             | Cemento     | Rosalie van der Hoek   | Jiang Xinyu Tang Qianhui                       | 6–3, 3–6, [5–10]    |
| 12. | 3 novembre 2019   | Liuzhou Open, Liuzhou                                  | Cemento     | Rosalie van der Hoek   | Jiang Xinyu Tang Qianhui                       | 4–6, 4–6            |
| 13. | 22 febbraio 2020  | Jodhpur Open, Jodhpur                                  | Cemento     | Snehal Mane            | Rutuja Bhosale Miyabi Inoue                    | 3-6, 3-6            |
| 14. | 10 luglio 2022    | Reinert Open, Versmold                                 | Terra rossa | Rosalie van der Hoek   | Anna Danilina Arianne Hartono                  | 7-6(4), 4–6, [6–10] |
| 15. | 14 ottobre 2022   | Open Féminin 50, Cherbourg-en-Cotentin                 | Cemento (i) | Rosalie van der Hoek   | Irene Burillo Escorihuela Andrea Lázaro García | 3-6, 4-6            |
| 16. | 27 novembre 2022  | Traralgon International, Città di Latrobe              | Cemento     | Priska Madelyn Nugroho | Destanee Aiava Katherine Westbury              | 1-6, 6-4, [5-10]    |
| 17. | 24 dicembre 2022  | Ganesh Naik ITF Women's Tennis Tournament, Navi Mumbai | Cemento     | Prarthana Thombare     | Priska Madelyn Nugroho Ekaterina Jašina        | 3-6, 1-6            |
| 18. | 22 aprile 2023    | GB Pro Series Nottingham, Nottingham                   | Cemento     | Rutuja Bhosale         | Naiktha Bains Maia Lumsden                     | 1-6, 4-6            |
| 19. | 29 aprile 2023    | Ladies Open de Calvi-Eaux de Zilla, Calvi              | Cemento     | Estelle Cascino        | Naiktha Bains Maia Lumsden                     | 4-6, 6-3, [7-10]    |
| 20. | 30 marzo 2024     | Kōfu International Open, Kōfu                          | Cemento     | Rutuja Bhosale         | Erina Hayashi Saki Imamura                     | 3-6, 5-7            |
| 21. | 21 settembre 2024 | Perth Tennis International, Perth                      | Cemento     | Naiktha Bains          | Sakura Hosogi Misaki Matsuda                   | w/o                 |
| 22. | 27 ottobre 2024   | Kayseri Women's, Kayseri                               | Cemento     | Dalila Jakupovič       | Isabella Barrera Aguirre Abigail Rencheli      | 3-6, 6-2, [6-10]    |
| 23. | 17 novembre 2024  | Brisbane QTC Tennis International, Brisbane            | Cemento     | Yūki Naitō             | Destanee Aiava Maddison Inglis                 | 3-6, 4-6            |
| 24. | 24 novembre 2024  | Caloundra Tennis International, Caloundra              | Cemento     | Naiktha Bains          | Eudice Chong Cody Wong                         | 3-6, 2-6            |
| 25. | 1º marzo 2025     | Ahmedabad Women's, Ahmedabad                           | Cemento     | Vaishnavi Adkar        | Akiko Ōmae Ikumi Yamazaki                      | 2-6, 6-2, [7-10]    |
| 26. | 21 giugno 2025    | Open Villa de Tauste, Tauste                           | Cemento     | Rutuja Bhosale         | Hiromi Abe Kanako Morisaki                     | 3-6, 2-6            |